# Pterodichopetala cieloi
Pterodichopetala cieloi is een rechtvleugelig insect uit de familie sabelsprinkhanen (Tettigoniidae). De wetenschappelijke naam van deze soort is voor het eerst geldig gepubliceerd in 2010 door Buzzetti, Barrientos Lozano & Rocha-Sánchez.